# 26232 Antink
26232 Antink este un asteroid din centura principală de asteroizi.

## Descriere
26232 Antink este un asteroid din centura principală de asteroizi. A fost descoperit pe 17 august 1998 la Socorro, New Mexico, în cadrul proiectului LINEAR. Asteroidul prezintă o orbită caracterizată de o semiaxă mare de 2,41 ua, o excentricitate de 0,17 și o înclinație de 2,7° în raport cu ecliptica.